# Bayern-Rundfahrt 2013
Die 34. Bayern-Rundfahrt fand vom 22. bis zum 26. Mai 2013 statt. Das Rennen wurde in fünf Etappen, darunter ein Einzelzeitfahren, über eine Distanz von insgesamt 783,5 Kilometern ausgetragen. Gewinner der Gesamtwertung wurde der Italiener Adriano Malori vom Team Lampre-Merida; die Teamwertung gewann die Schweizer Mannschaft IAM Cycling.

## Teams
| UCI Pro Teams - Sky ProCycling - ag2r La Mondiale - Euskaltel Euskadi - Lampre-Merida - Argos-Shimano - Blanco Pro Cycling Team - FDJ - Garmin Sharp - Orica GreenEdge | UCI Pro Continental Teams - MTN Qhubeka - IAM Cycling - Europcar - NetApp-Endura - Sojasun - Novo Nordisk | UCI Continental Teams - Rad-net Rose Team - Heizomat - Nutrixxion Abus - Stölting - Thüringer Energie Team |

## Etappen
| Etappe    | Tag     | Start–Ziel                            | km    | Typ              | Etappensieger     | Gesamtwertung  |
| --------- | ------- | ------------------------------------- | ----- | ---------------- | ----------------- | -------------- |
| 1. Etappe | 22. Mai | Pfaffenhofen a.d.Ilm – Mühldorf a.Inn | 193,1 | Flachetappe      | Alex Rasmussen    | Alex Rasmussen |
| 2. Etappe | 23. Mai | Mühldorf – Viechtach                  | 192,6 | Bergetappe       | Daryl Impey       | Daryl Impey    |
| 3. Etappe | 24. Mai | Viechtach – Kelheim                   | 196,8 | Flachetappe      | Gerald Ciolek     | Gerald Ciolek  |
| 4. Etappe | 25. Mai | Schierling                            | 31,2  | Einzelzeitfahren | Adriano Malori    | Adriano Malori |
| 5. Etappe | 26. Mai | Kelheim – Nürnberg                    | 169,8 | Flachetappe      | Heinrich Haussler | Adriano Malori |

Die 1. Etappe führte am Mittwoch, den 22. Mai über 193,1 km von Pfaffenhofen a.d.Ilm nach Mühldorf a.Inn. Sieger wurde dabei der Däne Alex Rasmussen vom Team Garmin Sharp mit einer Zeit von 4:33,05 Stunden mit geringem Abstand vor dem Briten Ben Swift vom Team Sky ProCycling und dem Spanier Juan José Lobato del Valle vom Team Euskaltel Euskadi. Bester Deutscher wurde Gerald Ciolek vom Team MTN Qhubeka als Vierter. Die erste Bergwertung in Schweitenkirchen gewann der Deutsche Grischa Janorschke vom Team Nutrixxion Abus, die zweite Bergwertung in Landshut konnte der Spanier Javier Mejías-Leal für sich entscheiden. Die beiden Sprintwertungen in Rottenburg a.d.Laaber und Velden gewann der Deutsche Henning Bommel vom Rad-net Rose Team, die letzte Sprintwertung bei der zweiten Zieldurchfahrt in Mühldorf wiederum der Deutsche Grischa Janorschke vom Team Nutrixxion Abus für sich.
Die 2. Etappe am Donnerstag, den 23. Mai war formal die „Königsetappe“ der Tour. Sie führte über 192,6 km vom Mühldorf nach Viechtach. Dabei standen an: zwei Sprintwertungen in Neumarkt-St. Veit und Mamming, die der Franzose Christophe Riblon vom Team ag2r La Mondiale bzw. der Italiener Davide Cimolai vom Team Lampre-Merida für sich entscheiden konnten, sowie anschließend zwei Bergwertungen in St. Englmar und Nößling bei Kollnburg, aus denen der Österreicher Stefan Denifl vom Team IAM Cycling bzw. der Deutsche Nikias Arndt vom Team Argos-Shimano als Sieger hervorgingen. Die Bergwertung in St. Englmar ist die einzige Bewertung der Kategorie 1 auf der gesamten 34. Bayern-Rundfahrt und markiert den vergleichsweise steilen Aufstieg in den Bayerwaldort St. Englmar. Die Sprintwertung kurz bei der zweiten Zieldurchfahrt in Viechtach gewann der Brite Geraint Thomas vom Team Sky ProCycling. Etappensieger wurde der Südafrikaner Daryl Impey vom Team Orica GreenEdge mit einer Zeit von 4:41,30, der den Deutschen Gerald Ciolek vom Team MTN Qhubeka auf den letzten 500 Metern noch überholen konnte und somit auf Rang zwei verwies. Ebenfalls aufs Podium gelangte der Italiener Adriano Malori vom Team Lampre-Merida.
Bei der 3. Etappe am Freitag, den 24. Mai verlässt der Peloton den Bayerischen Wald wieder. Dieses Teilstück führt über 196,8 km von Viechtach nach Kelheim. Dabei stehen zwei Bergwertungen in Rattenberg und Wischenhofen bei Duggendorf sowie zwischenzeitlich zwei Sprintwertungen in Walderbach und Regenstauf auf dem Programm. Die erste Bergwertung entschied der Führende der Bergwertung, Stefan Denifl vom Team IAM Cycling für sich, die zweite der Franzose Jérôme Cousin vom Team Europcar. Die erste Sprintwertung entschied der Franzose Jérôme Cousin vom Team Europcar für sich, die zweite sein Landsmann Blel Kadri vom Team IAM Cycling. Die Sprintwertung bei der zweiten Zieldurchfahrt gewann schließlich der Deutsche Gerald Ciolek vom Team MTN Qhubeka. Ciolek war es auch, der mit einer Zeit von 5:10,15 die Etappe gewann und den Franzosen Arnaud Démare vom Team FDJ sowie den Australier Heinrich Haussler vom Team IAM Cycling mit jeweils geringem Abstand auf die Plätze zwei und drei verwies. Mit seinem Etappensieg übernahm Ciolek, wenige Wochen zuvor bereits Sieger des Klassikers Mailand–Sanremo, die Führung in der Gesamtwertung.
Die 4. Etappe am Samstag, den 25. Mai in und um Schierling wurde als Einzelzeitfahren ausgetragen. Dieses war mit 31,2 km das bis dahin längste Einzelzeitfahren, das im Rahmen einer Bayern-Rundfahrt je veranstaltet wurde. Auf der topographisch anspruchslosen Strecke rund um den Markt Schierling im südlichen Landkreis Regensburg wurde nach 18,4 km in Dünzling eine Zwischenzeit genommen. Als Sieger ging der Italiener Adriano Malori vom Team Lampre-Merida mit einer Zeit von 38:19,35 Minuten aus dem Rennen hervor und übernahm mit dieser Leistung die Gesamtführung. Zweiter wurde der Deutsche Jasha Sütterlin vom Thüringer Energie Team mit einem Rückstand von 18,42 Sekunden, Dritter der Tscheche Jan Bárta vom Team NetApp-Endura mit 19,41 Sekunden hinter Malori.
Die 5. und letzte Etappe am Sonntag, den 26. Mai war eher als gemütliches Ausradeln gedacht. Somit war die Teilstrecke von Kelhelm in den Zielort Nürnberg vergleichsweise flach und nur 169,8 km lang. Aus diesem Grund stand in Riedenburg nur eine einzige Bergwertung auf dem Programm, die der Franzose Mikael Cherel vom Team ag2r La Mondiale für sich entschied. Anschließend wurden noch zwei Sprintwertungen in Freystadt und Burgthann ausgetragen, die beide der Deutsche Grischa Janorschke vom Team Nutrixxion Abus für sich entscheiden konnte – genauso wie die obligatorische Sprintwertung bei der zweiten Zieldurchfahrt in Nürnberg. Den Tagessieg errang der Australier Heinrich Haussler vom Team IAM Cycling vor dem Spanier Juan José Lobato del Valle vom Team Euskaltel Euskadi und dem Weißrussen Jauheni Hutarowitsch vom Team ag2r La Mondiale. An der Gesamtwertung änderte sich dabei (traditionsgemäß) nichts mehr.

## Gesamtwertung
Gewinner der Gesamtwertung wurde der Italiener Adriano Malori vom Team Lampre-Merida mit einer Zeit von 19:28,20 Stunden – 23 Sekunden vor dem britischen Weltmeister und Olympiasieger Geraint Thomas vom Team Sky ProCycling und 26 Sekunden vor dem Tschechen Jan Bárta vom Team NetApp-Endura. Der Österreicher Stefan Denifl (Team IAM Cycling) gewann die Bergwertung, der Deutsche Grischa Janorschke (Team Nutrixxion Abus) die Sprintwertung und der Italiener Diego Ulissi (Team Lampre-Merida) die Nachwuchswertung. Bester deutscher Fahrer im Gesamtklassement war der Berliner Simon Geschke (Team Argos-Shimano) als Fünfter, der wohl bekannteste deutsche Teilnehmer Gerald Ciolek (Team MTN-Qhubeka) wurde trotz zwischenzeitlicher Führung im Gesamtklassement nur Zehnter. Sieger der Teamwertung war die Schweizer Mannschaft IAM Cycling mit einer Gesamtzeit von 58:28,31 Stunden in der Addition der drei besten Fahrer.